# Decreto regulamentar
O Decreto regulamentar é uma norma jurídica.
No sistema jurídico brasileiro, Decreto regulamentar, ou Decreto executivo, é uma norma jurídica expedida pelo chefe do Poder Executivo com a intenção de pormenorizar as disposições gerais e abstratas da lei, viabilizando sua aplicação em casos específicos, encontrando amparo no artigo 84, inciso IV, da Constituição Federal.
Não poderá, todavia, criar nem modificar direitos, questão reservada unicamente às leis, complementares, ordinárias e delegadas.
No sistema jurídico português, os decretos regulamentares destinam-se a pormenorizar a lei, de forma a conduzir à sua boa execução. Estes regulamentos podem assumir as seguintes formas:
Estes regulamentos podem assumir as seguintes formas:
- Decreto regulamentar regional
- Resolução do Conselho de Ministros
- Portaria
- Despacho

Os diplomas são feitos pelo Governo.